# Aloysia Weber
Pour les articles homonymes, voir Weber et Lange.
 (février 2013).
Si vous disposez d'ouvrages ou d'articles de référence ou si vous connaissez des sites web de qualité traitant du thème abordé ici, merci de compléter l'article en donnant les références utiles à sa vérifiabilité et en les liant à la section « Notes et références ».
Aloysia Louise Antonia Weber, épouse Lange, est une soprano allemande, née à Zell im Wiesental vers 1760 et morte à Salzbourg le 8 juin 1839. On se souvient d'elle principalement pour son association avec le compositeur Wolfgang Amadeus Mozart.
Elle fut une des 4 filles de la famille de musiciens Weber, ses sœurs étant la soprano Josepha Weber (qui créa le rôle de la reine de la Nuit dans La Flûte enchantée), Constanze Weber qui épousa Mozart et Sophie Weber. Son cousin germain était le compositeur Carl Maria von Weber.

## Biographie
Aloysia, fille de Fridolin Weber et Cäcilia Stamm, grandit à Mannheim. Elle est la nièce de Franz Anton von Weber (1734-1812), musicien et maître de chapelle. Elle déménage à Munich en 1778, où elle fait ses débuts dans l'opéra. L'année suivante elle est engagée pour chanter le National Singspiel de Vienne, un projet de l'empereur Joseph II. Elle continue avec assez de succès dans sa carrière de chanteuse à Vienne durant les deux décennies suivantes.
Elle entre au Burgtheater en 1782, pour chanter de l'opéra italien. Elle n'y restera que huit mois. Elle continue de chanter au Kärntnertortheater ainsi qu'occasionnellement au Burgtheater. En 1795, elle part pour une tournée de concerts avec sa sœur Constance, veuve de Mozart.
Aloysia fut un temps aimée de Wolfgang Amadeus Mozart vers 1777, quand Mozart passa quelque temps à Mannheim, en route pour Paris, où il espérait (vainement, comme il s'avéra) trouver un emploi. Mozart exprima le désir d'épouser Aloysia, bien que rien ne confirme le sérieux de ce projet. Leurs chemins se croisèrent a nouveau lorsque Mozart résida à Vienne dans la maison de la famille Weber où sa mère, récente veuve, les prit comme locataires. Aloysia ne manifesta aucun intérêt particulier pour le compositeur, si bien qu'il épousa Constance en 1782. Aloysia Weber se maria quant à elle le 31 octobre 1780 avec Joseph Lange, un acteur et peintre amateur, auteur d'un portrait inachevé de Mozart. Elle divorce ensuite, regrettant son choix initial.

## Musique composée pour Aloysia par Mozart
- Lors de sa visite à Mannheim en 1777-1778, Mozart composa les airs de concert « Alcandro, lo confesso - Non so d'onde viene », KV 294 et probablement « Ah se in ciel, benigne stelle », KV 538.
- Commencé à Paris, l'air « Popoli di Tessagliaǃ - Io non chiedo, eterni dei », KV 316/300b a été terminé à Munich le 8 janvier 1779 pour être inséré dans l'opéra Alceste de Christoph Willibald Gluck. Cet air monte deux fois jusqu'au sol6 et n'est interprété aujourd'hui que par quelques rares sopranos.
- En avril 1782, Mozart composa l'air en allemand « Nehmt meinem Dank », KV 383, pièce destinée à prendre congé du public, différente des autres airs d'une difficulté extrême qu'il composa pour elle.
- À Vienne en 1783, Mozart composa pour Aloysia « Mia speranza adorata - Ah non sai », KV 416, ainsi que « Vorrei spiegarvi, oh Dio! », KV 418, insérés dans une nouvelle production de l'opéra de Pasquale Anfossi Il curioso indiscreto.

## Autres rôles de Mozart
- Aloysia chanta le rôle de Madame Herz dans Der Schauspieldirektor lors de sa création le 7 février 1786 au théâtre de l'orangerie de Schönbrunn.
- Elle chanta le rôle de Donna Anna dans le Don Giovanni de Mozart à la première viennoise de l'œuvre, le 7 mai 1788.
- Elle chanta la partie de Constanze dans une nouvelle production de L'Enlèvement au sérail (Die Entführung aus dem Serail) en 1785.

## Filmographie
- Liane Haid interprète Aloysia dans le film de Basil Dean, Whom the Gods Love : The Original Story of Mozart and his Wife (1936).